# Sigilo (magia)

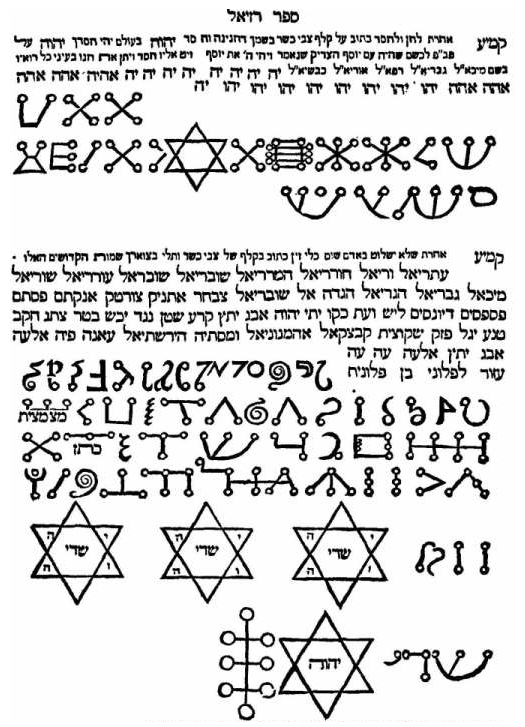
Un extracto del libro Séfer Raziel HaMalaj destacando varios sigilos mágicos (o segulot, סגולות, en Hebreo).

Un sigilo (del latín sigillum, que significa sello) es un símbolo utilizado en magia.
El término se refiere generalmente a un tipo de firma gráfica de una entidad espiritual. En el uso moderno, especialmente en el contexto de la magia del caos, se refiere a una representación simbólica del resultado deseado del mago.
En la Biblia, en el libro de la Revelación (Apocalipsis) se cuenta  que un rollo con dichos sellos desata a los jinetes del apocalipsis. 
En la cultura popular,
en diferentes programas de fantasía se presentan a los sellos como una forma de atacar con la magia o como una manera de imposibilitar el uso de la magia.
El sigilo como es conocido en el mundo del ocultismo o más específicamente en la magia del caos, se refiere según la directora de audiolibros y Creadora Digital Paola Rebollo, a la práctica mágica, que mediante símbolos se llama al deseo de que suceda algún acontecimiento u obtener un beneficio guiado por la manifestación de la práctica "sigilo" ejecutada.